# Ricardo Guido Lavalle
Ricardo Guido Lavalle ( Buenos Aires, 23 de mayo de 1871 - Buenos Aires, Argentina, 3 de octubre de 1933 ) fue un ministro de la Corte Suprema de Justicia de Argentina. Fue uno de los firmantes de la Acordada del 10 de septiembre de 1930, legalizando la dictadura del general José Félix Uriburu que originó la Doctrina de los gobiernos de facto.

## Biografía
Estudió abogacía en la Facultad de Derecho y Ciencias Sociales de la Universidad de Buenos Aires y se graduó en 1896 con un trabajo sobre el estado de sitio.
Fue profesor de historia y filosofía en el Colegio Nacional de La Plata, ingresó al Poder Judicial de la provincia de Buenos Aires como asesor de menores en los tribunales de la ciudad de La Plata, en 1901 fue nombrado juez en lo civil y comercial y en 1903 pasó a desempeñarse como fiscal de Estado hasta 1906. Este año dejó la administración de justicia y fue elegido diputado nacional. Como legislador participó en la comisión reformadora de los códigos de procedimientos. Al terminar su mandato como diputado fue nombrado juez de la cámara federal de La Plata y por decreto del 5 de julio de 1927 el presidente Marcelo T. de Alvear lo designó como juez de la Corte Suprema de Justicia de la Nación en reemplazo de Ramón Méndez.
En forma paralela a su actividad política y judicial su interés por la literatura lo llevó a escribir trabajos sobre la materia para publicaciones especializadas. Combinó la actuación judicial con la experiencia política y una exquisita sensibilidad literaria y artística. Al fallecer poseía una valiosa colección de obras pictóricas. Algunos de sus votos en disidencia muestran un agudo sentido ético y reflexiones de interesante contenido jurídico. 
Falleció en Buenos Aires el 3 de octubre de 1933 cuando era el miembro decano de la Corte a raíz de un síncope cardíaco cuando caminaba por la calle y su cuerpo fue trasladado a una comisaría hasta que se lo individualizó.